# Margarida Balseiro Lopes
Ana Margarida Balseiro de Sousa Lopes (Marinha Grande, 24 de setembro de 1989) é uma jurista e política portuguesa. Atualmente, desempenha a função de Ministra da Juventude e Modernização do XXIV Governo de Portugal e de Vice-Presidente da Comissão Política Nacional do Partido Social Democrata (PSD). Foi deputada na Assembleia da República e Presidente da Comissão Política Nacional da JSD (Juventude Social Democrata).

## Biografia
Margarida Balseiro Lopes nasceu a 24 de setembro de 1989. Tem uma Licenciatura em Direito e um Mestrado em Direito e Gestão.

### Percurso Político
Margarida Balseiro Lopes desde muito cedo se envolveu na politica tendo desempenhado diversos cargos dentre os quais se destacam:
- Presidente da Associação de estudantes da Escola Secundária Acácio Calazans Duarte;
- Vogal da Direção da Associação Académica da Faculdade de Direito de Lisboa;
- Tesoureira da Direção da Associação Académica da Faculdade de Direito de Lisboa;
- Tesoureira da Direção da Associação Europeia de Estudantes de Direito da Faculdade de Direito de Lisboa – ELSA FDL;
- Representante dos estudantes no Conselho Académico da Faculdade de Direito de Lisboa;
- Presidente da Comissão Política da JSD/Marinha Grande;
- Presidente de Mesa do Plenário de Militantes do PPD-PSD Marinha Grande;
- Presidente da Comissão Política Distrital de Leiria da JSD;
- Presidente da Comissão Política Nacional da JSD;
- Deputada da Assembleia da República (XIII Legislatura e XIV Legislatura).

Atualmente desempenha as seguintes funções:
- Membro da Assembleia Municipal da Marinha Grande;
- Membro do Conselho Geral do Instituto Francisco Sá Carneiro;
- Presidente de Mesa do Conselho Distrital de Leiria da JSD.
- Vice-Presidente do PSD.

### Deputada na Assembleia da República

#### Comissões Parlamentares a que pertenceu
- Comissão de Orçamento e Finanças;
- Comissão de Educação, Ciência, Juventude e Desporto [Suplente].

## Ligações Externas
- Wikiquote

- "As Mulheres Não Existem" | Podcast do Jornal Expresso